# Тајшан
Света планина Таи (кинески : 泰山; пињин : Таи Схан, „Мирна планина“) је планина од великог историјског и културног значаја за Кинезе. Смештена у провинцији Шандунг (Кина). Једна је од „Пет светих планина“, а повезује са митологијом зоре, рођења и обнове. Верује се да се Тајшан поштује око 3000 година, а да је већ око 2000 година свето место и важно церемонијално средиште Кинеског царства.
Планина Таи је 1987. године уписана на УНЕСКО-ов списак светске баштине у Азији.

## Културни значај
Тајшан има веома богато културно наслеђе и његова интеграција са природним пејзажом, се сматра вредним наслеђем. Културне реликвије су споменици, архитектонски комплекси, камене скулптуре и археолошка налазишта од изузетног значаја. То је једно од родних места кинеске цивилизације, а докази о људским активностима у Тајшану датирају 400 000 година још од палеолита. До неолита, око 5.000-6.000 п. пре нове ере, Тајшан је постао значајан културни центар неолитских култура. Током периода зараћених држава (475—221 пре нове ере), држава Чи изградила је зид дугачак 500 км као заштиту од могућих напада државе Чу. Рушевине овог најранијег великог бедема у кинеској историји су и даље видљиве.
Више од 3.000 година кинески цареви разних династија ходочастили су у Тајшан у жртвене и друге церемонијалне сврхе. О тим посетама сведоче натписи на стенама, камене плоче и храмови. Истакнути научници, укључујући Конфуција, чији је родни град удаљен само 70 км, написали су своју поезију и прозу инспирисани Тајшаном, а своје калиграфије оставили на планини.
Тајшан је такође важан будистички и таоистички верски центар. Године  351. п. н. е., угледни монах по имену Ланг, први пут је дошао у планине где је на стенама поставио темеље Божанског храма. Током северне и јужне династије Сунг (420-589) изграђени су храмови Жад-пролећа, Божје благо и Храм прожимајуће светлости.
Пут од 7.200 степеница води до источног врха планине Таи, где се налазе многи павиљони, портали, мостови и сл. Свеукупно на Тајшану постоје 22 храма, 97 рушевина, 819 камених плоча са натписима и 1.018 натписа на стенама и литицама.
Храм бога планине Таи (岱庙, Даимиао ) саграђен је током династије Ћин и од династије Хан има облик царске палате (попут Конфучијевог храма у Куфуу ) где су велике дворане поређане у низу. Централна дворана је Палата небеских благослова ( Тиан Куанг ) саграђена 1008. године за цара Хуизонга из северне династије Сонг .

Председник владе династије Танг (618-907. ), Ли Јиефу, сматрао је да је Божански храм на стенама први међу четири кинеска чудесна храма. Таоистичка светилишта на Тајшану су: Храм небеске краљице мајке, Палата богиње Доуму, Храм азурног облака и Храм врховног господара неба. Храм небеске краљице мајке, изграђен пре периода Три краљевства (220. п. н. е..-80 не.) је најстарији.
- Степенице које воде до планине
- Лучни мост за Тајшан
- Храм бога планине Таи
- Насеље на врху
- Калиграфски натписи на стенама